# Православие в Сербии

Сербский православный крест

Православие — одна из традиционных и самая распространённая религия в Сербии. В 2002 году в Сербии насчитывалось 6,4 млн православных, или 85 % населения Центральной Сербии и Воеводины. Большинство из них относится к Сербской православной церкви. Число православных в Косово из-за нестабильной ситуации в крае не поддаётся точному подсчёту.

## Православные церкви в Сербии

### Сербская православная церковь

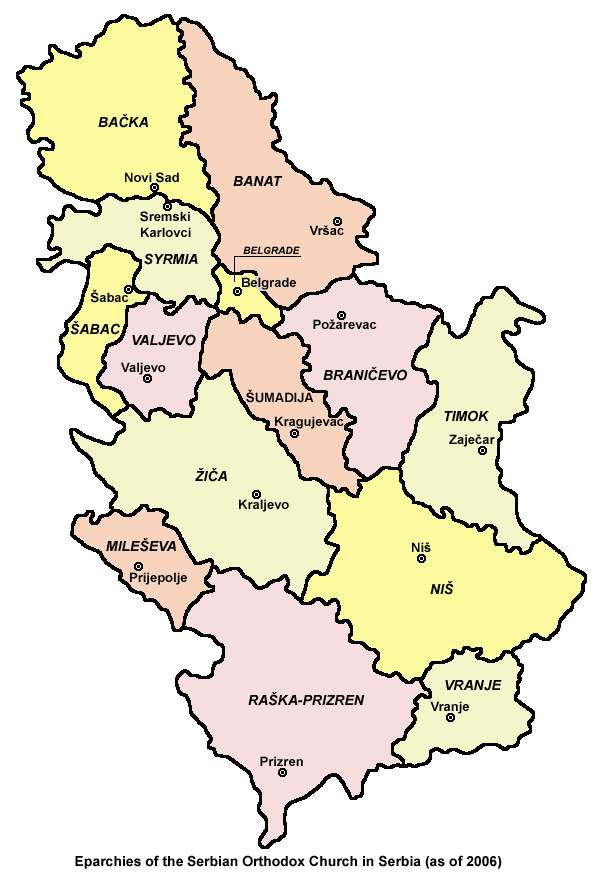
Епархии Сербской православной церкви на территории Сербии

Самая распространённая православная церковь на территории Сербии.
Епархии Сербской православной церкви на территории Республики Сербии:
1. Белградско-Карловацкая епархия, Белград
2. Банатская епархия (Вршац)
3. Бачская епархия (Нови-Сад)
4. Браничевская епархия (Пожаревац),
5. Валевская епархия (Валево)
6. Вранская епархия (Вране)
7. Жичская епархия (Монастырь Жича)
8. Милешевская епархия (Монастырь Милешева)
9. Нишская епархия (Ниш)
10. Рашско-Призренская епархия (Призрен)
11. Сремская епархия (Сремски-Карловци)

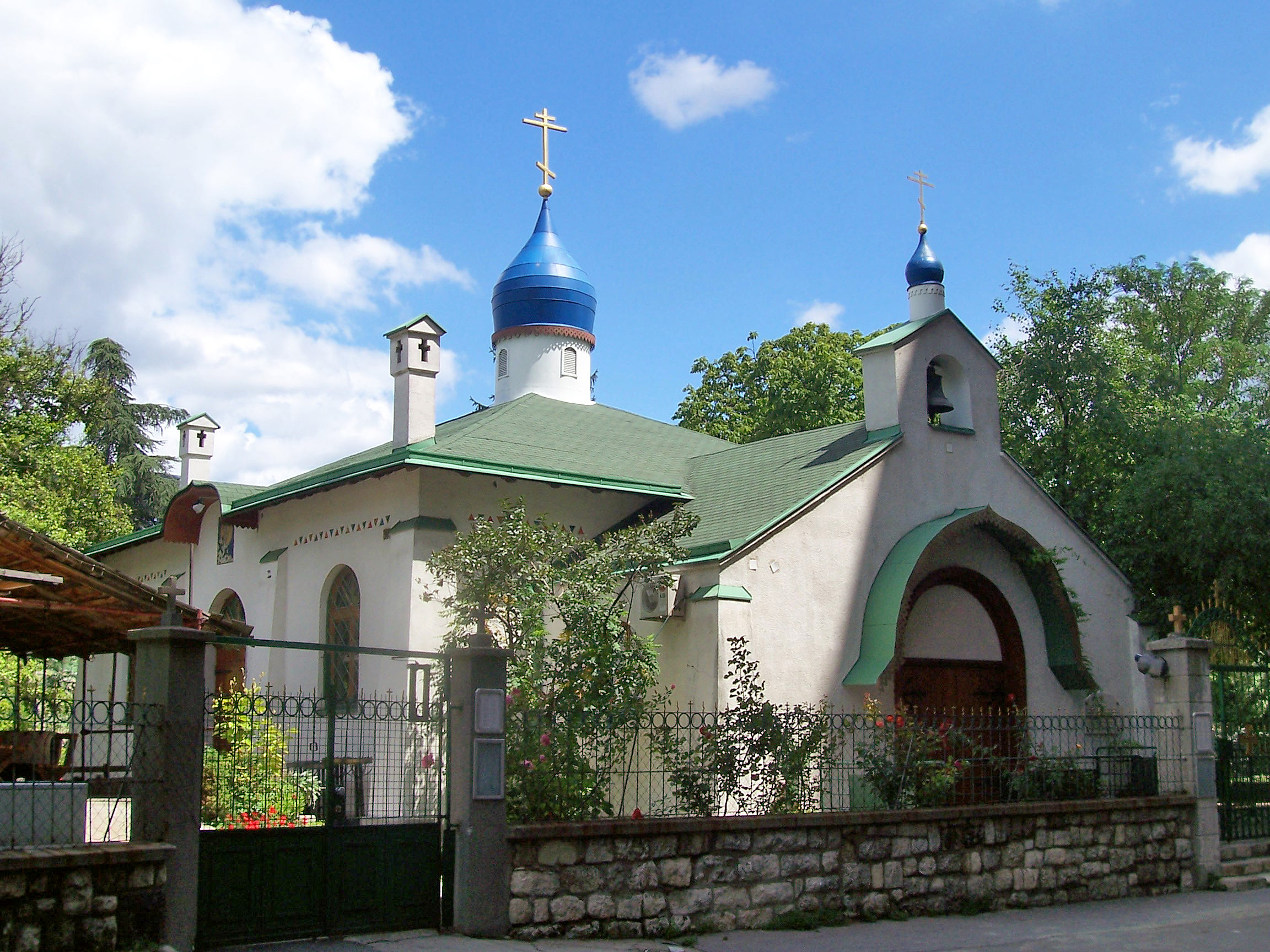
Храм Русской православной церкви в Белграде

12. Тимокская епархия (Заечар)
13. Шабацкая епархия (Шабац)
14. Шумадийская епархия (Крагуевац)

### Русская православная церковь
После революции 1917 года и гражданской войны в Югославию устремились многие из русских беженцев, большинство из которых исповедовали православие. При этом русские беженцы в большинстве своём не влились в Сербскую православную церковь, а образовали Русскую православную церковь заграницей. В Сремских Карловцах с 1922 года до Второй мировой Войны находился Архиерейский Синод РПЦЗ. Большая часть русских эмигрантов не приняла новой коммунистической власти и эмигрировала из Югославии, а структуры РПЦЗ на её территории были ликвидированы.
В Белграде имеется подворье Московской патриархии — Храм Святой Троицы, который расположен к востоку от Церкви Святого Марка. Храм построен в 1924 году по плану русского архитектора Валерия Сташевского для русских, которые эмигрировали из России после Октябрьской революции 1917 года. В церкви захоронен русский генерал Пётр Николаевич Врангель.

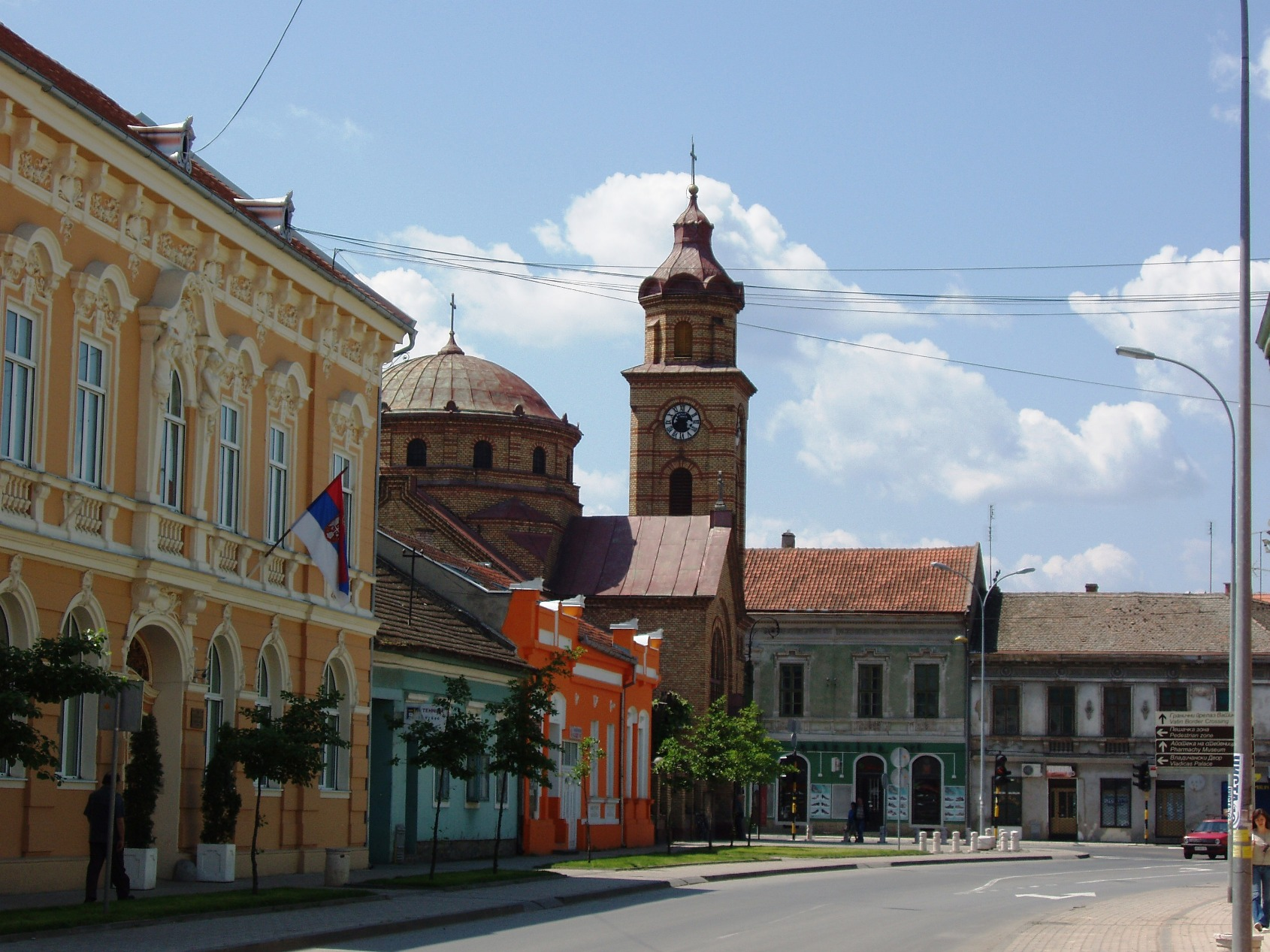
Храм Румынской православной церкви в городе Вршац

### Румынская православная церковь
Румынская православная церковь в Сербии представлена епархией Дакии Феликс, центр которой — город Вршац. Последователями румынской церкви в основном являются румыны, проживающие в Сербии.

## География

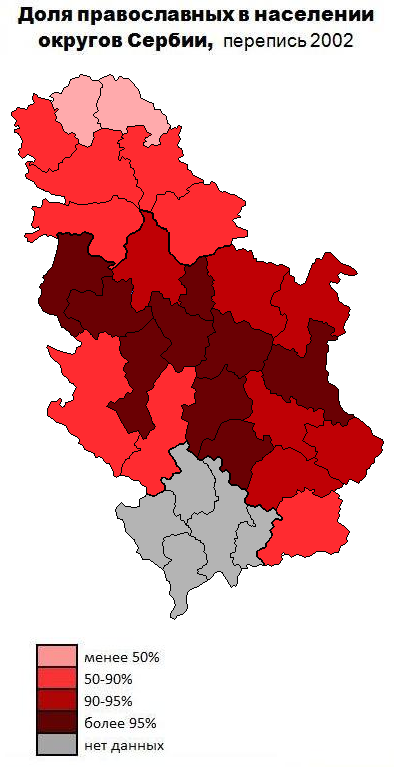
Доля православных в населении округов Сербии (2002)

| Округа                  | Численность православных, чел. | Доля в населении, % |
| ----------------------- | ------------------------------ | ------------------- |
| Белград                 | 1 429 170                      | 90,68               |
| Южно-Бачский округ      | 55 028                         | 27,49               |
| Средне-Банатский округ  | 159 172                        | 76,36               |
| Северно-Банатский округ | 74 468                         | 44,89               |
| Южно-Банатский округ    | 250 136                        | 79,68               |
| Западно-Бачский округ   | 140 912                        | 65,84               |
| Южно-Бачский округ      | 431 774                        | 72,73               |
| Сремский округ          | 289 985                        | 86,33               |
| Мачванский округ        | 318 911                        | 96,75               |
| Колубарский округ       | 186 835                        | 97,21               |
| Подунайский округ       | 201 350                        | 95,75               |
| Браничевский округ      | 189 970                        | 94,75               |
| Шумадийский округ       | 289 968                        | 97,05               |
| Поморавский округ       | 220 500                        | 96,95               |
| Борский округ           | 138 917                        | 94,79               |
| Заечарский округ        | 132 148                        | 96,07               |
| Златиборский округ      | 261 068                        | 83,30               |
| Моравичский округ       | 218 768                        | 97,33               |
| Рашский округ           | 188 903                        | 64,86               |
| Расинский округ         | 253 729                        | 97,80               |
| Нишавский округ         | 359 264                        | 94,11               |
| Топличский округ        | 97 197                         | 95,22               |
| Пиротский округ         | 98 292                         | 93,03               |
| Ябланичский округ       | 227 484                        | 94,42               |
| Пчиньский округ         | 157 635                        | 69,23               |
| СЕРБИЯ (без Косова)     | 6 371 584                      | 84,98               |